# ギョクチェアダ島

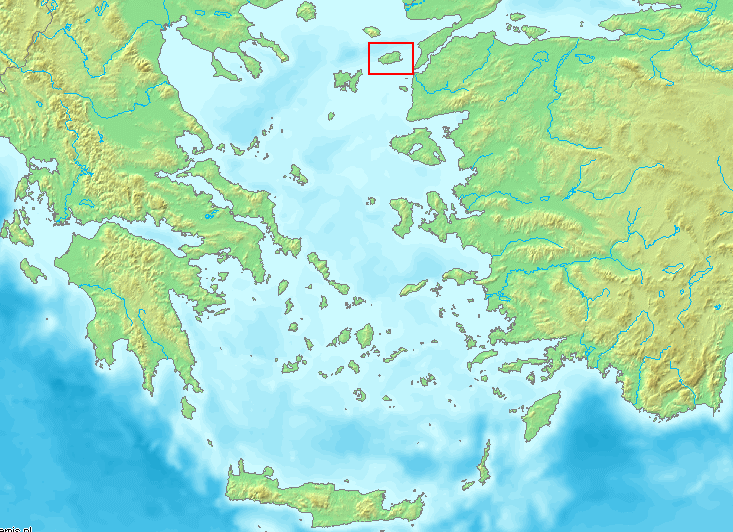
位置

ギョクチェアダ島（トルコ語: Gökçeada、ギリシア語: Ίμβρος, Imvros）は、トルコの島。ギリシャ名はインヴロス島。
かつてはイムロズ島 (İmroz Adası) が公式名称であったが、1970年7月29日付8479号閣議決定によりギョクチェアダ島に改名された。チャナッカレ県に属し、サロス湾の入り口にある。島全体の人口は10,348人（2022年）。そのうち多数がトルコ人であるが、300人ほどのギリシャ人も暮らしている。最大の町はギョクチェアダ。観光と漁業が主であるが、ブドウ栽培とワイン醸造で知られている。

## 歴史
ギリシャ神話では、アキレウスの母テティスの宮殿があった島とされる。古代にはアテナイの植民地であった。 
ダーダネルス海峡に近い軍事的要所であるため、1913年にバルカン戦争終結後にエーゲ海の島々がギリシャへ割譲されても、オスマン帝国はイムロズを手放さなかった。
1920年、セーヴル条約によってオスマン帝国からギリシャ王国へ割譲された。1927年当時、島の人口の97.5％をギリシャ人が占めていた。希土戦争でギリシャがアナトリアで敗退すると、親ギリシャであったイギリス首相デビッド・ロイド・ジョージが退陣、イギリスの中東政策が変更された。西側列強はトルコ共和国とローザンヌ条約を結び、イムロズ島をトルコへ割譲した。この際に、多くの在トルコのギリシャ人が出国していった（ギリシャとトルコの住民交換）。

## 著名な出身者
- ヴァルソロメオス1世　-　正教会のコンスタンディヌーポリ全地総主教